# Księżniczka z Burundi

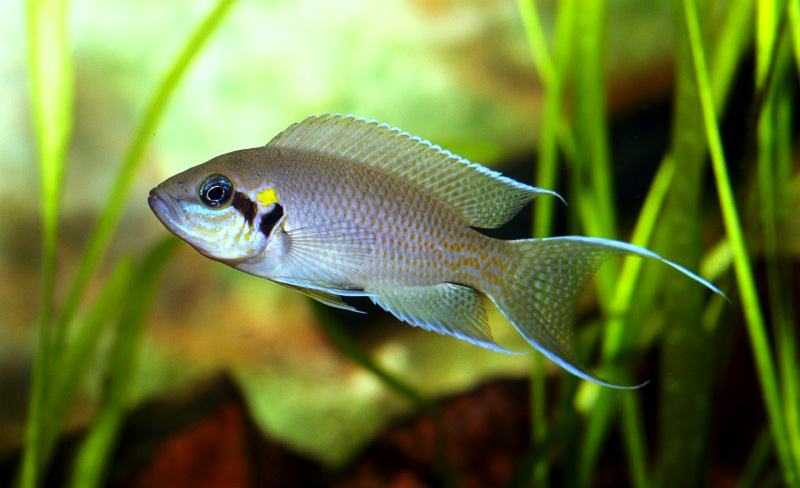

Księżniczka z Burundi, lirniczka (Neolamprologus brichardi) – gatunek słodkowodnej ryby z rodziny pielęgnicowatych. Bywa hodowana w  akwariach.

## Występowanie
Litoral skalny i żwirowy północnej części Jeziora Tanganika w Afryce, na głębokości 5–10 m (według IUCN od 3 m do 30 m). Gatunek endemiczny.

## Opis
Ciało bocznie spłaszczone, lekko wygrzbiecone, szaro-brązowe. Ciemny pas biegnący od oka do krawędzi pokryw skrzelowych. Na pokrywach skrzelowych owalna, żółta plama. Końce płetw silnie wydłużone, brzegi płetw białe.
Ryby planktonożerne. Dorastają do 9 cm długości. Pływają w środkowej i dolnej partii wody. Dobierają się w pary. Są rybami terytorialnymi, agresywnymi, szczególnie w okresie rozrodu.
Dymorfizm płciowy: samce posiadają wyściółkę tłuszczową na czole oraz dłuższe płetwy i są większe od samic.

## Rozmnażanie
Tarło odbywa się w szczelinach skalnych. Samica składa do 200 sztuk ikry na ściankach lub sklepieniu kryjówki. Okres wylęgania larw wynosi ok. 3 dni (przy temperaturze 27 °C). Po ośmiu dniach narybek rozpoczyna samodzielne żerowanie.

## Warunki w akwarium
| Zalecane warunki w akwarium | Zalecane warunki w akwarium |
| --------------------------- | --------------------------- |
| Zbiornik                    | minimum 80 cm               |
| Temperatura wody            | 25–28 °C                    |
| Twardość wody               | twarda 8–25°n               |
| Skala pH                    | 7,5–8,5                     |
| Pokarm                      | żywy, mrożony i suchy       |

Ten gatunek jest znany z tworzenia hierarchicznej, wielopokoleniowej grupy rodzinnej, w której dorastające ryby pomagają rodzicom w opiece nad młodszym rodzeństwem. W środowisku naturalnym, gdzie dostępność rewirów rozrodczych bywa ograniczona, młode ryby po opuszczeniu grupy rodzinnej żyją w stadach, w których agresja międzyosobnicza jest osłabiona. Jeśli na dnie pojawia się miejsce na wyznaczenie nowego rewiru rozrodczego jest ono natychmiast zajmowane przez parę ryb z owej "rezerwy rozrodczej". Agresja u zwierząt zajmujących rewir znacznie wzrasta, wraz z pierwszym tarłem i początkiem tworzenia własnej grupy rodzinnej.
Podobne zachowania (terytorialna grupa rodzinna, "rezerwa rozrodcza" młodych, żyjących stadnie ryb i zdobywanie nowych terytoriów rozrodczych) można zaobserwować także w akwarium pod warunkiem, że zbiornik jest odpowiednio duży.
W akwarium sporadycznie obserwowano rozród haremowy, gdzie jeden samiec odbywa tarło z dwiema samicami przebywającymi w jego rewirze. Związki takie są jednak nietrwałe i przeważnie po pewnym czasie jedna z samic jest przeganiana z rewiru.